# نهر داتونغ

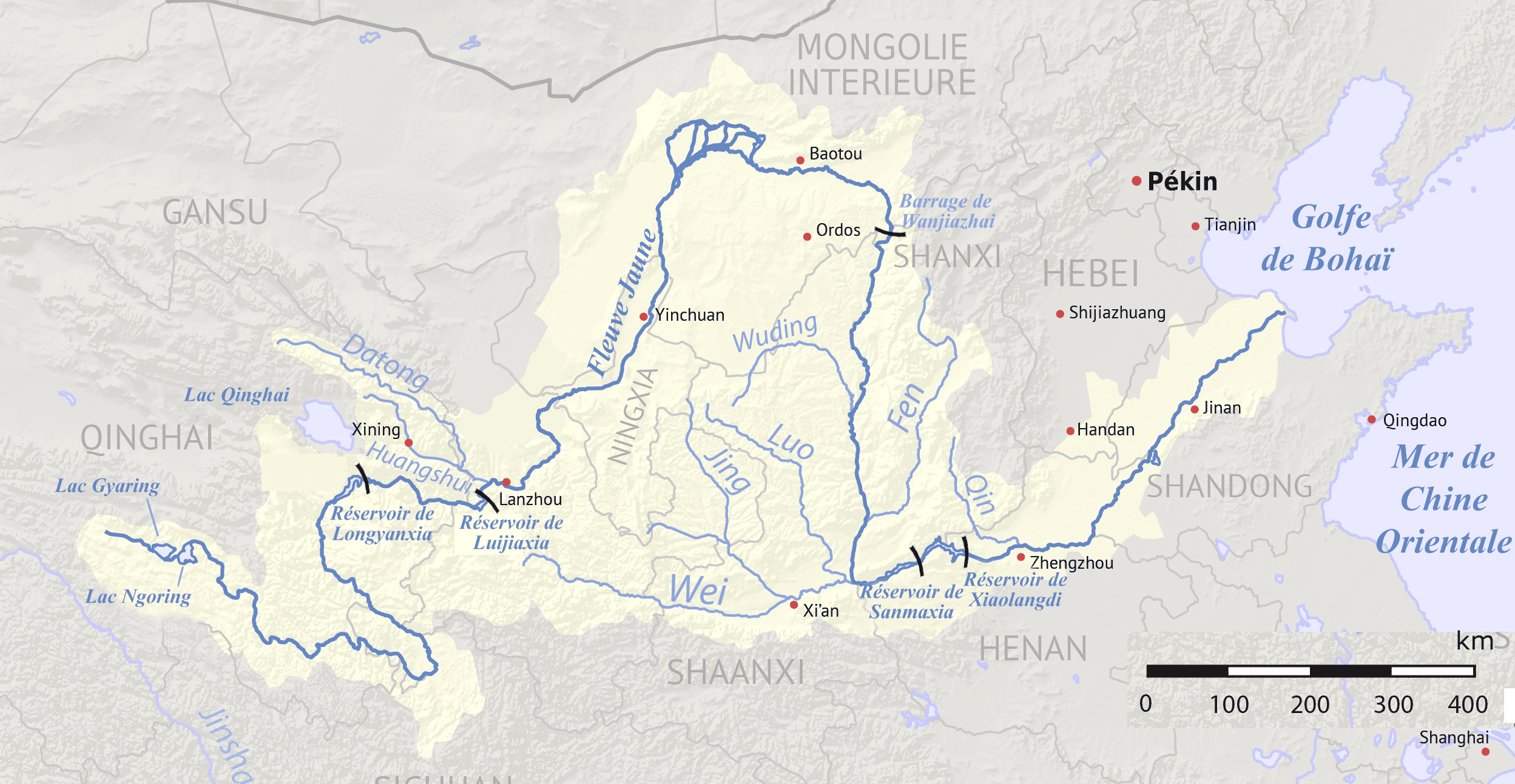
نهر داتونغ، غرب لانزو مباشرة، يظهر أطول من نهر هوانغشوي (إلى الجنوب)

نهر داتونغ (بالصينية: 大通河؛ بينيين: Dàtōng hé)، المعروف باسم جولاك تشو (بالتبتية: འཇུ་ལག་ཆུ་) في أمدو التبتية، هو نهر تابع لمقاطعة تشينغهاي في حوض النهر الأصفر. ويبلغ طوله الإجمالي 560 كيلومترًا (350 ميلًا)، وتبلغ مساحة حوضه 15,130 كيلومترًا مربعًا (5,840 ميلًا مربعًا). ويبلغ متوسط تدفقه السنوي 90.5 متر مكعب في الثانية. كان يُكتب سابقًا تاتونغ بالإنجليزية.
يتشكل النهر في مقاطعة تيانجون، وهي جزء من مقاطعة هايشي المغولية والتبتية بمقاطعة تشينغهاي. ثم يتدفق شرقًا فاصلًا جبال كيليان عن جبال دابان. المركز السكاني الرئيسي على طوله هو مينيوان. يلتقي نهر داتونغ مع نهر هوانغشوي عند حدود تشينغهاي مع قانسو. في حين أنه أحد روافد هوانغشوي في الاسم، فإن نهر داتونغ هو في الواقع الجذع الرئيسي لنظام نهر هوانغشوي وهو أطول بكثير من هوانغشوي.